# Fadrique Iglesias
Fadrique Iglesias (ur. 12 października 1980) – boliwijski lekkoatleta, biegacz średniodystansowy, dwukrotny olimpijczyk.

## Igrzyska
Dwukrotnie reprezentował swój kraj na igrzyskach olimpijskich, w Atenach startował w biegu na 800 metrów mężczyzn, oraz w Pekinie w tej samej konkurencji – w obu przypadkach odpadając w eliminacjach.

## Osiągnięcia
Zdobył srebrny medal na mistrzostwach ibero-amerykańskich w lekkoatletyce w 2006.

## Rekordy życiowe
| Dystans                    | Wynik   | Miejsce    | Data             |
| -------------------------- | ------- | ---------- | ---------------- |
| bieg na 400 metrów         | 47.72   | Cochabamba | 3 czerwca 2001   |
| bieg na 800 metrów         | 1:48.16 | Ponce      | 27 maja 2006     |
| bieg na 1500 metrów        | 3:45.57 | São Paulo  | 9 czerwca 2007   |
| bieg na 800 metrów (hala)  | 1:50.12 | Valencia   | 24 lutego 2008   |
| bieg na 1500 metrów (hala) | 3:55.50 | Valencia   | 27 stycznia 2007 |